# Ali Beratlıgil
Ali Beratlıgil (* 21. Oktober 1931 in İzmit; † 1. Februar 2016 in Bursa) war ein türkischer Fußballspieler, -trainer und -funktionär. Aufgrund seiner langjährigen Tätigkeit für Galatasaray Istanbul wird er stark mit diesem Verein assoziiert. Er war ein sehr wichtiger Bestandteil jener Mannschaft, in der er mit solchen Spielern wie Metin Oktay, Suat Mamat, İsfendiyar Açıksöz, Kadri Aytaç und Turgay Şeren in den 1950er Jahren den türkischen Fußball sehr stark beeinflusste. Da zu seiner aktiven Zeit bei Galatasaray mit Ali Soydan ein weiterer Spieler mit dem Namen Ali existierte, wurde Beratlıgil, wie damals im türkischen Fußball bei solchen Fällen üblich, als Büyük Ali (türkisch für Der Große Ali) und Soydan als Küçük Ali bezeichnet. Mit diesem Namen wurde er dann zu Spielerzeiten auch von Fans und Presse bezeichnet. Mit der Türkischen Nationalmannschaft nahm er an der Weltmeisterschaft 1954 teil, kam aber während dieses Turniers zu keinem Einsatz. Er zeichnete sich durch seine Vielseitigkeit aus und spielte während seiner Karriere außer der Torhüterposition erfolgreich auf allen Positionen.

## Karriere

### Verein
Beratlıgil kam 1931 in der türkischen Hafenstadt İzmit auf die Welt. Hier begann er als 15-Jähriger in der Jugend des örtlichen Amateurvereins Izmit Kâğıtspor mit dem Vereinsfußball. Mit 17 Jahren wurde er Teil der Männermannschaft. Nachdem er hier drei Jahre aktiv gewesen war, wechselte er zum Sommer 1951 zum Istanbuler Traditionsverein Galatasaray Istanbul. Zu dieser Zeit existierte in der Türkei keine landesübergreifende professionelle Liga. Stattdessen existierten in den Ballungszentren wie Istanbul, Ankara und Izmir regionale Ligen, wovon die 1952 in İstanbul Profesyonel Ligi (türkisch für Istanbuler Profiliga) umbenannte Liga als die renommierteste galt. Galatasaray war zusammen mit seinen großen Stadtrivalen Beşiktaş Istanbul und Fenerbahçe Istanbul ein ständiger Favorit auf den Meisterschaftstitel dieser Liga. Zu Galatasaray gewechselt, saß Beratlıgil zunächst nur auf der Ersatzbank und wurde von dem englischen Trainer Donald Lockhead nur am Training beteiligt. In der laufenden Saison der Istanbuler Profiliga, der Saison 1952, gab er erst am 9. Spieltag in der Partie gegen Vefa Istanbul das Debüt für seine neue Mannschaft. Mit dieser Begegnung eroberte sich Beratlıgil einen Stammplatz und absolvierte bis zum Saisonende alle restlichen sechs Spiele seiner Mannschaft. Die Saison beendeten die Rot-Gelben hinter Beşiktaş als Vizemeister. In die neue Saison startete man zwar wieder mit Lockhead, jedoch wurde dieser Trainer nach dem 4. Spieltag durch die ehemalige Spielerlegende und den langjährigen Mannschaftskapitän des Vereins, Gündüz Kılıç, abgelöst. Kılıç hatte am Ende der vorherigen Saison seine Fußballkarriere beendet und im Anschluss daran den Trainerposten bei der Reservemannschaft des Vereins übernommen. Unter seinem Mannschaftskapitän der Vorsaison behielt Beratlıgil seinen Stammplatz und wurde in 16 der 18 möglichen Ligabegegnungen eingesetzt.
Nachdem man in der Spielzeit 1952/53 die Meisterschaft verpasste, ersetzte man Kılıç durch den ungarischen Trainer László Székely. Auch unter diesem Trainer blieb Beratlıgil unumstrittener Stammspieler und avancierte zu einem der besten Rechtsverteidiger der Liga. Der damalige Trainer der türkischen Nationalmannschaft, der Italiener Sandro Puppo, wurde auf den Youngster aufmerksam und nominierte ihn für die Mittelmeerpokalbegegnung gegen die zweite Auswahl der italienischen Nationalmannschaft, damals auch als Italien B bekannt, am 11. Dezember 1953. Székely wurde nach dem 10. Spieltag der Saison 1953/54 durch Vorgänger Gündüz Kılıç ersetzt. Unter Kılıç wurde Beratlıgil, der zuvor immer auf der Position des Rechtsverteidigers oder defensiven Mittelfeldspielers tätig war, als Stürmer eingesetzt. Auf dieser Position bildete er mit Kadri Aytaç und Suat Mamat ein torgefährliches Trio. Galatasaray verpasste zum Ende der Spielzeit 1953/54 die Meisterschaft und wurde erneut hinter Beşiktaş Vizemeister. In der nächsten Spielzeit, der Spielzeit 1954/55, spielte Beratlıgil weiterhin auf der Stürmerposition und avancierte zu einem der besten Stürmer der Liga. Er beendete die Saison mit 15 Toren als Torschützenkönig der Liga und bildete auch mit seinen Sturmpartnern Aytaç und Mamat die treffsicherste Offensive der Saison. Mit seinen Toren hatte er maßgeblichen Anteil daran, dass Galatasaray die Saison mit der Meisterschaft der Istanbuler Profiliga beendete und so das erste Mal in der Vereinsgeschichte die Trophäe holen konnte. In der darauffolgenden Saison kam mit Metin Oktay ein damals unbekannter junger Stürmer in die Mannschaft, der später zu den wichtigsten Spielern im türkischen Fußball aufsteigen sollte. Mit Metin Oktay, Suat Mamat, İsfendiyar Açıksöz, Kadri Aytaç und Güngör Okay sollte Beratlıgil in den nachfolgenden Jahren ein Offensivgespann bilden, das sowohl für Galatasaray als auch für den türkischen Fußball als legendär gelten sollte. Nach dem Zukauf von Oktay, musste Beratlıgil die Stürmerposition an ihn abgeben und spielte fortan im Offensiven Mittelfeld. Mit Oktay als neuem Mittelstürmer gelang in der Spielzeit 1955/56 die Titelverteidigung. Beratlıgil war mit fünf Toren hinter Oktay, der mit 19 Toren Torschützenkönig der Liga wurde, einer der erfolgreichsten Torschützen seines Teams.
In der Saison 1956/57 misslang Galatasaray die Titelverteidigung und man erreichte nur die Vizemeisterschaft. Obwohl man mit dem Meister Fenerbahçe die gleiche Punktzahl hatte, entschied der Erzrivale durch das bessere Torverhältnis die Meisterschaft für sich. Beratlıgil zählte während dieser Spielzeit zu den Leistungsträgern seiner Mannschaft. Die verpasste Meisterschaft sorgte für eine Missstimmung zwischen der Vereinsführung und dem Erfolgstrainer und Erschaffer der Mannschaft Gündüz Kılıç. Nach einem Streit zwischen beiden Parteien trennte sich Kılıç, der von seinen Spielern sehr geschätzt wurde, vom Verein und wurde wenig später durch Musa Sezer ersetzt. Mit diesem Trainer und ab Dezember 1957 mit dem Briten George Dick erreichte Galatasaray zum Saisonende erneut die Meisterschaft der Liga. Beratlıgil unter diesem Trainer nicht mehr zu den unumstrittenen Spielern und absolvierte elf der möglichen 18 Ligaspiele. Wie viele Spieler der Meisterschaft äußerte auch Beratlıgil Abwanderungsgedanken.
Zum Sommer 1958 verhandelte Beratlıgil erst mit İstanbulspor und einigte sich mit dieser Mannschaft. Diesem Wechsel stimmte Galatasaray nicht zu, sodass Beratlıgil in die Saisonvorbereitungen bei Galatasaray begann. Hier zerstritt er sich mit dem Trainer und verließ ohne Ankündigung das Trainingskamp. Nach diesen Entwicklungen stellte ihn Galatasaray zum Verkauf aus und forderte eine Ablösesumme von 25.000 türkischen Lira. So verließ er seinen langjährigen Verein und wechselte zum Stadt- und Ligakonkurrenten Adalet SK. Bei seinem neuen Verein schaffte er es auf Anhieb in die Stammelf und avancierte wenig später zu einem der Leistungsträger seines Teams. Ab Frühjahr 1959 nahm er mit Adalet an der neugegründeten und landesweit ausgelegten Millî Lig, heute Süper Lig, teil. Bis zu diesem Zeitpunkt existierte in der Türkei keine nationale Liga, sondern es existierten in den größeren Ballungszentren regionale Ligen. Von diesen regionalen Ligen war die renommierteste die İstanbul Profesyonel Ligi (dt.: Istanbuler Profiliga). Die erste Spielzeit wurde von Februar 1959 bis zum Juni 1959 ausgespielt und endete mit der Meisterschaft von Fenerbahçe Istanbul. Adalet belegte weit abgeschlagen von der Tabellenspitze den letzten Tabellenplatz der Gruppe Rot. Beratlıgil erlebte eine durchwachsene Saison und wurde zum Saisonende von seinem Verein auf die Verkaufsliste gesetzt.
Zur zweiten Saison der Millî Lig, der Saison 1959/60, wechselte er innerhalb der Liga zum Stadtrivalen İstanbulspor. Für diesen Verein spielte er die nachfolgenden zwei Jahre. Nachdem er die Spielzeit 1961/62 vereinslos geblieben war, spielte er in der Saison 1962/63 ein Jahr für Feriköy SK. Nach seiner Tätigkeit wechselte er zum Istanbuler Zweitligisten Eyüpspor. Für diesen Verein spielte er noch eine Spielzeit und beendete dann im Sommer 1965 seine aktive Fußballspielerkarriere.

### Nationalmannschaft
Beratlıgil spielte das erste Mal für die türkische Nationalmannschaft als Zweiundzwanzigjähriger während seiner Zeit bei Galatasaray Istanbul. 1951 zu Galatasaray gewechselt, überzeugte er auf der Position des Rechtsverteidigers durch gute Leistungen und war einer der auffälligsten Spieler der Liga. So nominierte ihn der Nationaltrainer Sandro Puppo für die am 11. Dezember 1953 stattfindende Mittelmeerpokalbegegnung gegen die zweite Auswahl der italienischen Nationalmannschaft. In dieser Partie spielte Beratlıgil von Anfang an und gab dabei sein Länderspieldebüt.
Als nächste Länderspielnominierung wurde er in den Kader der Türkei für die Weltmeisterschaft 1954 berufen. Hier belegte man am Ende der Gruppenphase punktgleich mit der deutschen Auswahl den zweiten Tabellenplatz. Obwohl man das bessere Torverhältnis hatte, wurde nach der damaligen Regelung der Gruppenzweite durch ein Entscheidungsspiel zwischen diesen beiden Teams entschieden. Diese Begegnung entschied Deutschland 7:2 für sich. Aufgrund der damals großen Konkurrenz auf den defensiv ausgerichteten Spielpositionen kam Beratlıgil während des Turniers zu keinem Spieleinsatz.
Nach der WM 1954 wurde Beratlıgil zwei Jahre lang nicht mehr für die Nationalmannschaft berücksichtigt. Ende 1954 wurde er zwar unter dem neuen Nationaltrainer Gündüz Kılıç einmal nominiert, kam aber bei dieser Nominierung zu keinem Spieleinsatz.
Erst im Februar 1956 wurde er unter dem Nationaltrainer Giovanni Varglien wieder in die Nationalmannschaft nominiert. Im Rahmen dieser Nominierung bestritt die türkische Nationalelf am 19. Februar 1956 vor heimischer Kulisse gegen die ungarische Nationalmannschaft ein Testspiel. Dabei gelang der Türkei gegen die damals als Goldene Elf bezeichnete und aus Spielern wie Ferenc Puskás, Gyula Grosics, József Bozsik, Sándor Kocsis, Nándor Hidegkuti bestehende Mannschaft ein 3:1-Sieg. Beratlıgil spielte über die gesamte Länge.
Die nächsten zwei Jahre wurde Beratlıgil häufig für die Nationalmannschaft nominiert und absolvierte noch vier weitere Länderspiele. Sein letztes Länderspiel machte er am 8. Dezember 1957 während eines Testspiels gegen die belgische Nationalmannschaft.
Neben seiner Tätigkeit für die reguläre Nationalmannschaft spielte er auch einige Male für die türkische Militärnationalmannschaft.

## Trainerkarriere
Nach dem Ende seiner Spielerkarriere übernahm Beratlıgil bei Galatasaray und dem türkischen Fußballverband verschiedene Tätigkeiten. U. A. arbeitete er für Galatasaray als Direktor des Ali-Sami-Yen-Stadion.
1967 entschied er sich, ins Trainerfach zu wechseln, und übernahm als erste Tätigkeit den Cheftrainerposten beim damaligen Zweitligisten Samsunspor. Mit diesem Verein erreichte er zum Saisonende die Vizemeisterschaft der 2. Lig und verpasste so den direkten Aufstieg in die 1. Lig.
Nach einer Saison verließ Beratlıgil Samsunspor und übernahm den Drittligisten Tarsus İdman Yurdu. Diese Mannschaft führte er zum Saisonende zur Drittligameisterschaft und erreichte so den Aufstieg in die 2. Lig. Nachdem er in die neue Saison bei Tarsus İY gestartet war, verließ er im Laufe der Saison diesen Verein.
Zur Saison 1971/72 übernahm er den Istanbuler Zweitligisten Sarıyer SK. Diesen Verein verließ er noch innerhalb seiner ersten Saison. Anschließend arbeitete er bei Feriköy SK als Trainer und trat hier im November 1973 von seinem Amt zurück.
Zur Spielzeit 1975/76 arbeitete Beratlıgil beim Drittligisten Çanakkalespor als Cheftrainer. Von diesem Amt trat er aber bereits nach wenigen Monaten zurück und übernahm seinen alten Verein Tarsus İdman Yurdu.
Die nachfolgenden Jahre arbeitete er immer wieder mit großen Unterbrechungen bei diversen Vereinen. So übernahm er 1983 beim Amateurverein Camialtı SK den Trainersposten.

## Erfolge

### Spieler
- Mit Galatasaray Istanbul
  - İstanbul Profesyonel Ligi (3): 1954/55, 1955/56, 1957/58
- Mit der Türkischen Nationalmannschaft
  - Teilnahme an der Weltmeisterschaft: 1954
- Individuell
  - Torschützenkönig der İstanbul Profesyonel Ligi: 1954/55

### Trainer
- Mit Tarsus İdman Yurdu
  - TFF 2. Lig (1): 1968/69
  - Aufstieg in die TFF 1. Lig: 1968/69

## Tod
Beratlıgil starb am 1. Februar 2016 im Alter von 84 Jahren in Bursa. Er wird auf dem Ümraniye Ihlamurkuyu Friedhof beigesetzt.